# Josef Klehr
Josef Klehr, né le 17 octobre 1904 à Langenau (province de Silésie) et mort le 23 août 1988 à Leiferde (Basse-Saxe), est un officier SS Oberscharführer et médecin nazi. Il fut le chef du « desinfektionkommando » dans le camp d'extermination d'Auschwitz-Birkenau de 1943 à 1944.

## Biographie
En 1932, il adhère au parti nazi et participe à des exercices militaires dans la Wehrmacht puis suit une formation médicale. Il est membre pendant une brève période des Waffen-SS et, en août 1939, est nommé garde du camp de concentration de Buchenwald. En 1940, il est affecté comme médecin de service au camp de concentration de Dachau. En 1941, il est transféré à l'infirmerie d'Auschwitz, contexte dans lequel à partir de 1943, il tue par des injections mortelles de phénol les déportés jugés inaptes au travail qui ont fait l'objet d'une sélection.
Il est nommé chef du commando de désinfection affecté aux chambres à gaz des krematoriums. Il désignait les hommes nommés « désinfecteurs » qui devaient introduire le Zyklon B par les ouvertures situées sur le toit. Il était aussi le responsable de l'entreposage du Zyklon B dans le camp. En 1944 il est transféré à Gleiwitz où il dirige l'hôpital des camps I à IV. En janvier 1945, après l'évacuation d'Auschwitz, il officie au camp de Gross-Rosen comme garde puis combat dans une unité SS. En mai 1945, il est fait prisonnier par l'armée américaine en Autriche et est détenu jusqu'en 1948. Quand il est libéré, il retourne dans sa famille, à Brunswick, et est fabricant de meubles.
En 1960, le procureur général de Francfort-sur-le-Main délivre un mandat d'arrestation contre lui. Le 19 août 1965 il est reconnu coupable d'homicide volontaire dans au moins 475 cas, de complicité de meurtre dans au moins 2 730 cas et est condamné à la prison à vie, avec une peine additionnelle de 15 ans d'emprisonnement. En janvier 1988 il est libéré pour raison médicale et est astreint à purger le restant de sa peine sous le régime de la liberté surveillée. Sept mois plus tard il meurt, à l'âge de 83 ans.